# Asociación Nacional de Mujeres Rurales e Indígenas
L'Asociación Nacional de Mujeres Rurales e Indígenas (ANAMURI) és una organització civil xilena sense ànim de lucre i autònoma composta únicament per dones i fundada l'any 1998 a Buin, la missió de les quals és organitzar i promoure el desenvolupament de les dones rurals i indígenes de Xile tot estimulant i enfortint la seva organització. ANAMURI forma part de la Coordinadora Llatinoamericana d'Organitzacions del Camp i la Via Camperola Internacional. Les principals contribucions d'aquesta associació passen per recuperar les llavors heretades dels seus antecessors per seguir donant-los vida, defensar la terra i l'aigua com a bens comuns, aturar la llei Montsanto i impedir que es ratifiqui l'Aliança Transpacífica.

## Història
L'Associació Nacional de Dones Rurals i Indígenes es va fundar el 13 de juny de 1998 a Buin. Es varen reunir 43 dones i varen crear la primera associació de dones del camp a Xile.
El 2018, ANAMURI està present a les regions de Xile que van des de Arica (Arica i Parinacota) fins a Coyhaique (Aysén), incloent a dones indígenes Aymara, Colla, Diaguita i Mapuche de tot el país. La seva seu central es troba a la comuna de Santiago.

## Missió
La missió de ANAMURI és organitzar i promoure el desenvolupament de les dones rurals i indígenes de Xile, des de Arica fins a Coyhaique, tenint en compte la seva diversitat cultural, laboral, social i econòmica, estimulant i enfortint la seva organització. La missió de ANAMURI està basada en la construcció de relacions igualitàries, aglutinant i coordinant les demandes i interessos de les dones rurals a nivell nacional. Les dones de ANAMURI lluiten per aconseguir la sobirania alimentària dels pobles, reconeixent l'important rol de les dones en la producció agrícola des de temps ancestrals. Tota la seva missió està dirigida a crear relacions d'igualtat pensant en clau de gènere, classe i ètnia i, sobretot, de respecte cap a la natura.
En l'actualitat, ANAMURI compta amb aproximadament 6.800 sòcies. i entre elles, cal destacar Miriam Talavera la seva presidenta.